# Cau de les Dents
El Cau de les Dents és una cova al vessant nord-oest del Montplà al terme municipal de Torroella de Montgrí (Baix Empordà), inclòs a l'Inventari del Patrimoni Arqueològic i Paleontològic de Catalunya.
Es tracta d'un lloc d'inhumació humana d'època prehistòrica, com altres llocs d'aquesta muntanya com el Cau d'en Calvet, el Cau de la Figuera o el Cau de l'Olivar d'en Margall. Relativament propera al cim de la muntanya s'encara cap a la Vall de Santa Caterina la cova té una obertura d'uns quatre metres d'amplària i és més ampla que alta. Un cop a dins hi ha un cert espai a la banda dreta amb pendent cap a dins i per la banda esquerra s'allarga una curta galeria corbada gradualment cap a la dreta amb pendent cap enfora.
Les primeres notícies d'aquest jaciment són de l'any 1975 quan, per notícies de Cels Sais d'haver-hi trobat dents humanes, s'hi arribaren aquest acompanyat dels estudiosos locals Josep Vert i Joan Torró, corroborant la troballa i sol·licitant l'auxili de Narcís Soler i Enriqueta Pons del Servei d'Investigacions Arqueològiques de Girona que trobaren altres peces. Tres anys més tard i després d'algun espoli sense caràcter científic, s'hi endega una campanya de prospecció. Les troballes inclogueren diversos entre les destacades diversos còdols de riu de quars i quarsita, un fragment de crani, restes de mandíbules, altres ossos i dents de llet humanes, un penjoll de limonita, i grans d'enfilall d'esteatita i calaita, fragments de ceràmica, dues puntes de fletxa de sílex i un clau i una anella ambdós de bronze. Els terrenys circumdants tenien gran nombre de terres procedents d'antic buidats de la cova que davallaren fins a la propera tartera (localment anomenades pedrigolets). Entre aquestes restes escolades per la tartera s'hi trobaren fragments de destrals de pedra amb escotadures per a fermar-les als mànecs, primera notícia d'aquesta mena de peces al massís. D'acord amb l'aparició de fragments de ceràmica cordada hom ha volgut situar el context cultural del conjunt d'inhumació al Bronze final.